# Tarphonomus
Tarphonomus – rodzaj ptaków z rodziny garncarzowatych (Furnariidae).

## Występowanie
Rodzaj obejmuje gatunki występujące w Ameryce Południowej.

## Morfologia
Długość ciała do 16 cm, masa ciała 18–31 g.

## Systematyka

### Nazewnictwo
Nazwa rodzajowa jest połączeniem słów z języka greckiego: ταρφος tarphos – „gąszcz, chaszcze” oraz νομος nomos – „mieszkanie, rezydencja”.

### Podział systematyczny
Takson ostatnio wyodrębniony z rodzaju Upucerthia. Gatunkiem typowym jest Anabates certhioides. Do rodzaju należą następujące gatunki:
- Tarphonomus harterti (von Berlepsch, 1892) – bromeliowczyk jasnobrewy
- Tarphonomus certhioides (d’Orbigny & Lafresnaye, 1839) – bromeliowczyk rdzawobrewy